# Fluoroscopia digitale

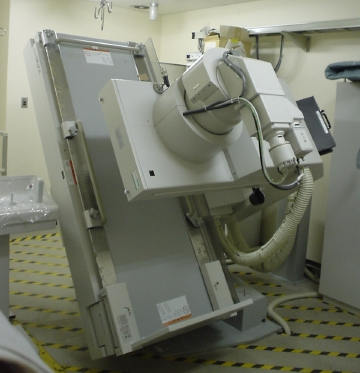
Fluoroscopio moderno.

La fluoroscopia digitale (FD) è una tecnica radiologica, evoluzione della fluoroscopia tradizionale, comunemente usata dai medici radiologi e dai tecnici di radiologia per ottenere immagini in diretta della struttura interna di un paziente attraverso l'uso di un fluoroscopio.
Rappresenta la naturale evoluzione dei sistemi di fluoroscopia tradizionali dove un potente fascio di raggi X passa attraverso il corpo del paziente. Tali raggi possono essere assorbiti dai tessuti del paziente, deviati dagli urti con gli atomi del corpo, o passare indisturbati. Questa tecnica ha trovato ampio uso nel settore angiografico e nello studio funzionale di organi come esofago, stomaco, duodeno, intestino tenue, colon, retto, vie urinarie, utilizzando la tecnica della sottrazione di immagine.
Il fascio uscente dal paziente deve essere reso visibile; per questo motivo, nella prima metà del Novecento venivano usati opportuni strati di fosfori su vetro (fluoroscopia): i raggi X colpivano lo strato, che emetteva luce ed il radiologo, di fronte al paziente (e al fascio di radiazione), osservava quanto visibile sul vetro.
Nella fluoroscopia digitale si aggiunge l'ausilio delle tecnologie computerizzate che consentono maggiori possibilità di acquisizione, trattamento e gestione dell'immagine.
Il principale vantaggio di un sistema FD è la capacità di elaborare le immagini tramite il calcolatore per migliorare la visualizzazione delle informazioni in esse contenute. 
L'unità di FD più semplice è composta dagli stessi elementi che ritroviamo nei sistemi tradizionali; è necessario però che le caratteristiche della catena fluoroscopica soddisfino alcuni criteri per poter essere adeguate alla elevata qualità richiesta da un sistema digitale.

## Indicazioni alla VFS
- segni e sintomi non compatibili con la valutazione all'esame obiettivo del paziente
- confermare una diagnosi di sospetto;
- paziente disfagico con grave deficit mentale;
- dimagramento, disidratazione o complicanze broncopolmonari in pazienti ad alto rischio di disfagia;
- valutare la possibilità di alimentazione orale nei pazienti a rischio di aspirazione;
- verificare l'efficacia di posture e manovre di compenso;
- peggioramento di disfagia nota;
- diagnosi differenziale

## Generatore e tubo radiogeno
La funzione principale di un generatore per sistemi digitali è quella di fornire una tensione che sia perfettamente ripetibile nel tempo. Piccole differenze provocano delle variazioni nell'emissione del fascio di fotoni che, nel caso di applicazione di algoritmi di sottrazione, provocheranno una non adeguata elaborazione con uno scadimento di qualità dell'immagine risultante.

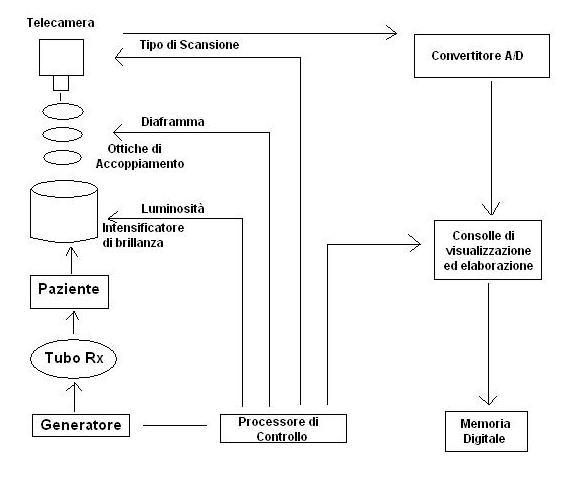
Schema a blocchi di un sistema FD

Poiché le matrici utilizzate sono oggi usualmente al massimo 1024 x 1024, non sono necessarie macchie focali molto piccole, come quelle richieste per l'ingrandimento diretto di immagine, con conseguenti minori problemi per lo smaltimento di calore da parte del tubo stesso.

## Intensificatore di brillanza
Caratteristiche principali di un intensificatore di brillanza sono la risoluzione spaziale e l'efficienza di detenzione, valutata come rapporto di contrasto.
Essi dipendono in modo inversamente proporzionale, dallo spessore dei fosfori di entrata dell'intensificatore. Il potere di risoluzione massimo di un tubo intensificatore si aggira intorno alle 5 paia di linee per millimetro, tale valore appare più che sufficiente per i sistemi di FD, ma è bene sottolineare che risulta indispensabile anche un elevato rapporto di contrasto.
Nel processo di intensificazione di luminosità vengono introdotti due tipi diversi di artefatti. Il primo è la distorsione periferica, che pur non degradando la risoluzione, agisce negativamente sulla fedeltà di riproduzione; in un sistema digitale tali distorsioni devono essere ridotte al minimo. Il secondo comporta uno sfuocamento del singolo punto dell'immagine nel trasferimento tra il fosforo di entrata e quello di uscita.

## Ottiche di accoppiamento
Il diaframma luminoso è deputato al controllo della quantità di luce che, dall'uscita dell'intensificatore di brillanza, raggiunge la telecamera. In un tipico esame FD la zona da esaminare viene posta prima al centro del campo, con bassi valori di mA; successivamente il mA viene aumentato per migliorare la qualità dell'immagine.

## Telecamera
Sicuramente la telecamera rappresenta una delle componenti più importanti della FD, infatti essa deve produrre un segnale video elettronico a partire dalla immagine in uscita del tubo intensificatore, che sia direttamente proporzionale alla quantità di fotoni incidenti in ogni singolo punto. Successivamente tale segnale continuo viene trasformato in segnale digitale mediante un convertitore A/D.
Le telecamere video di buona qualità attualmente in uso utilizzano tubi di tipo VIDICON. Il tubo PLUMBICON è però preferibile per la minor persistenza dell'immagine, dato l'utilizzo della FD in studi di tipo dinamico in cui si assiste a rapidi cambiamenti dell'immagine. LA risoluzione spaziale può essere portata fino a 1024x1024 utilizzando tempi di scansione più lenti.

## Tecnica

### Valutazione di base
L'esame inizia con una valutazione senza mezzo di contrasto:
- in proiezione latero-laterale della regione orofaringea si valuta la motilità del palato molle mentre il paziente pronuncia la parola “candy”.
- in proiezione antero-posteriore, invece, si valuta l'adduzione delle corde vocali

#### Valutazione post-MdC
Durante la fase contrastografica viene somministrato al paziente Mdc baritato per via orale invitandolo a trattenerlo nella cavità orale e deglutire al comando dell'operatore. 
La somministrazione di boli di MdC di diversa densità e consistenza viene ottimizzata in base ai sintomi del paziente e consente di individuarne il tipo di alimentazione più idonea.
La proiezione latero-laterale offre la visione panoramica di tutto l'atto deglutitorio, permettendo di valutarne tutte le fasi e risulta la proiezione migliore per indagare sull'aspirazione.
La proiezione antero-posteriore, invece, risulta utile per valutare la simmetria nel transito del bolo ed individuare ristagni monolaterali che si possono riscontrare dopo la deglutizione a livello della cavità orale, delle vallecole glosso-epiglottiche e dei seni piriformi.